# Leptonema crassum
Leptonema crassum är en nattsländeart som beskrevs av Georg Ulmer 1905. Leptonema crassum ingår i släktet Leptonema och familjen ryssjenattsländor. Inga underarter finns listade i Catalogue of Life.